# Кърпачево
Кърпа̀чево е село в Северна България. То се намира в община Летница, област Ловеч.

## История
Заселването му е станало непосредствено след освободителната Руско-Турска война 1877 -1878 г.
Населението е дошло тук от габровските колиби със здрав дух и наследени от деди и прадеди честност, трудолюбие, гостоприемност.
След освобождението от османска власт от 1878 г. до 1923 г. е носело турското име Юруклери.
От 01.05.1923 г., по заповед на министъра на вътрешните работи и народното здраве по онова време, се преименува в село Надежда.
От 1 януари 1950 г. носи днешното име Кърпачево.

## Население
Численост и дял на етническите групи според преброяването на населението през 2011 г.:
|                     | Численост | Дял (в %) |
| Общо                | 119       | 100,00    |
| Българи             | 116       | 97,47     |
| Турци               | 0         | 0,00      |
| Цигани              | 0         | 0,00      |
| Други               | 0         | 0,00      |
| Не се самоопределят | 0         | 0,00      |
| Неотговорили        | 1         | 0,84      |

## Културни и природни забележителности
Народно читалище „Христо Кърпачев“ – 1921 г. с Туристически информационен център и свободен Интернет.
Село Кърпачево е разположено в Деветашкото плато, известно с уникалната си природа. На 6 км е от Крушуна и прочутите Крушунски водопади. В землището на селото има две пещери „Стълбицата“ и „Футьова пещера“.

## Личности
- Христо Кърпачев – поет, публицист, партизанин

## Кмет и управа
Кметски наместник Ивета Петрова – телефон 069482270. Секретар на читалището – Нина Иванова.